# 1598 год в музыке

## События
- Весна — Во Флоренции в доме Якопо Корси состоялась премьера первой в истории музыки оперы «Дафна[англ.]» Якопо Пери и Якопо Корси на либретто Оттавио Ринуччини[1][2].
- Июнь — Итальянский композитор, дирижер и поэт Джованни Каваччо[нем.], преподававший музыку в соборе Бергамо с 1581 по 1598 год, после победы в публичном конкурсе назначен капельмейстером церкви Санта-Мария-Маджоре (Бергамо).
- Осень — Немецкий композитор и органист Кристиан Эрбах[нем.] написал свой Votum nuptiale для женитьбы своего покровителя Маркуса Фуггера Младшего (1564–1614) на Марии Саломее фон Кенигсегг 16 ноября 1598 года.
- Английский композитор и органист Томас Уилкс становится органистом Винчестерского колледжа.
- Группа испанских монахов, сопровождавших конкистадора Хуана де Оньяте, начинает «первое задокументированное европейское музыкальное образование» на территории Соединённых Штатов в провинции Санта-Фе-де-Нуэво-Мехико[исп.] (ныне штат Нью-Мексико)[3].
- Испанский композитор Педро Бермудес[исп.], после недолгого пребывания в Куско, где он по приглашению местного епископа был капельмейстером, переезжает в Сантьяго-де-Гватемала. Здесь он становится капельмейстером местного собора и написал большую часть своих сохранившихся произведений.
- Итальянский церковный музыкант и композитор Шипьоне Дентиче после нескольких лет работы в Риме возвращается в свой родной город Неаполь.
- Английский композитор и музыкант Джон Дауленд начинает восьмилетнюю карьеру лютнистом при дворе короля Дании Кристиана IV.
- Немецкий композитор Валентин Хаусман[англ.] опубликовал свои оркестровые танцевальные движения, став первым в Германии настоящим композитором-инструменталистом.
- Итальянский композитор, певец-тенор и преподаватель Джованни Мария Нанино избран капельмейстером хора знаменитой папской капеллы своими коллегами-папскими певцами.
- Итальянский композитор Лука Маренцио, после двух лет работы в Варшаве при дворе короля Польши Сигизмунда III, переезжает в Венецию.
- Итальянский композитор и тромбонист Антонио Патард[нем.] впервые упоминается как музыкант итальянской капеллы при дворе короля Сигизмунда III.
- Итальянский певец-тенор, инструменталист (китаррон), композитор и поэт Франческо Рази[итал.] поступает на службу при дворе герцога Винченцо I Гонзага в Мантуе, на которой оставался до конца жизни.
- Английский композитор, теоретик музыки и нотоиздатель Томас Морли получил новую королевскую лицензию на издание книг, нот и «линованной» (т.е. нотной) бумаги. Расширяя сферу своей издательской деятельности, Морли рассчитывал заработать не столько на нотах, сколько на стихотворных переложениях Псалтири (т.наз. «метрической» Псалтири), которые у тогдашних протестантов были в большом ходу. Как нотоиздатель, способствовал распространению в Англии итальянской светской музыки (прежде всего, мадригалов). Среди прочих печатал сочинения Дж. Анерио, А. Феррабоско, Л. Маренцио, О. Векки, Л. Виаданы.
- Фламандский певец-контртенор и композитор Николя Гисту[англ.] принят в капеллу при датском дворе.

## Публикации
- Грегор Айхингер[нем.] — Tricinia Mariana (Инсбрук: Иоганн Агрикола), сборник антифонов, гимнов, магнификатов и литаний для Часов Пресвятой Богородицы[англ.], для трёх голосов
- Феличе Анерио — Мадригалы для трёх голосов (Венеция: Джакомо Винченти[итал.])
- Джованни Артузи — Первая книга канцонетт для четырёх голосов (Венеция: Джакомо Винченти)
- Джамматео Азола[итал.]
  - Introitus in dominicis diebus totius anni … (Интроиты для воскресенья всего года) для четырёх голосов (Венеция: Риккардо Амадино[итал.])
  - In omnibus totius anni solemnitatibus Introitus et Alleluia ad Missalis Romani formam ordinati … (Интроиты и аллилуйя для всех торжеств года …) (Венеция: Риккардо Амадино)
  - Completorium romanum primus et secundus chorus (Венеция: Риккардо Амадино), музыка для повечерия, включая Alma Redemptoris Mater и Ave Regina caelorum
- Адриано Банкьери
  - Псалмы для пяти голосов, включая пьесы для вечерни на весь год (Венеция: Риккардо Амадино).
  - La pazzia senile, вторая книга для трёх голосов, мадригальная комедия (Венеция: Риккардо Амадино)
- Джованни Бассано — Motetti per Concerti ecclesiastici для пяти, шести, семи, восьми и двенадцати голосов (Венеция: Джакомо Винченти)
- Джулио Белли[итал.] — Psalmi ad vesperas in totius anni solemnitatibus (Псалмы для вечерни на весь год) для пяти голосов (Венеция: Риккардо Амадино), также включает два Magnificats и Te Deum.
- Майкл Кавендиш[англ.] — 14 Ayres in Tabletorie to the Lute[4]
- Шипьоне Дентиче — Третья книга мадригалов для пяти голосов (Неаполь: Джованни Джакомо Карлино и Антонио Паче)
- Иоганн Эккард
  - Epithalamion (Wer rechte Freud wil habn) для пяти голосов (Кёнигсберг: Георг Остербергер), свадебная песня
  - Der CXXVIII Psalm, zu hochzeitlichen Ehren (Selig ist der gepreiset) для пяти голосов (Кёнигсберг: Георг Остербергер), свадебная песня
  - Braudt Lied (Gott selber hat auss höchstem Rath) для четырех голосов (Кёнигсберг: Георг Остербергер), свадебная песня
- Джайлз Фарнеби — Canzonets to Fowre Voyces с песней из восьми частей (Лондон: Питер Шорт), со стихотворением-посвящением на латыни Энтони Холборна[англ.]
- Бартоломеус Гезиус[нем.] — Der Lobgesang Mariae (Meine Seel erhebt den Herren, Herr Gott dich loben wir) und andere geistliche Lieder (гимны Марии) для пяти голосов (Франкфурт-на-Одере: Андреас Эйхорн), также включает новогодний мотет для восьми голосов.
- Клод Лёжен — Dodécacorde (Ла-Рошель: Иеросм Олтен), сборник из двенадцати псалмов для двух, трёх, четырёх, пяти, шести и семи голосов.
- Луццаско Луццаски — Первая книга мотетов для пяти голосов (Венеция: Анджело Гардано)
- Лука Маренцио — Восьмой том мадригалов для пяти голосов (Венеция: Анджело Гардано)
- Тибурцио Массаино — Третья книга месс для пяти голосов (Венеция: Риккардо Амадино)
- Клаудио Меруло — Toccate d’Intavolatura d’Organo, Книга 1 (Рим: Симоне Веровио)
- Филипп де Монте — Девятнадцатый том мадригалов для пяти голосов (Венеция: Анджело Гардано)
- Питер Филипс — Мадригалы для восьми голосов (Антверпен: Пьер Фалез)
- Орфео Векки[итал.]
  - Вторая книга месс для пяти голосов (Милан: наследники Симона Тини и Джованни Франческо Безоцци)
  - Вторая книга мотетов для пяти голосов (Милан: наследники Симона Тини и Джованни Франческо Безоцци)
  - Третья книга мотетов для шести голосов (Милан: наследники Симона Тини и Джованни Франческо Безоцци)
- Томас Уилкс — Балеты и мадригалы на пять голосов
- Джон Уилби[англ.] — Первый набор английских мадригалов для 3, 4, 5 и 6 голосов
- Матьё Рейманн — Noctes musicae на французской табулатуре (Лейпциг)[5].
- Агостино Содерини — Sacrarum Cantionum 8 et 9 vocibus (Милан)[6].

## Опера
- Якопо Пери и Якопо Корси — «Дафна[англ.]», самая ранняя известная современная опера

## Родились
- 9 апреля — Иоганн Крюгер, немецкий композитор и теоретик музыки (ум. в 1662)
- дата неизвестна
  - Шарль д'Эльфер[фр.], французский композитор эпохи барокко и капельмейстер Суассонского собора (ум. в 1661)
  - Шарль Раке[фр.], французский органист и композитор (ум. в 1664)
  - Ян Венцалек[англ.], богемский композитор и лютнист эпохи Возрождения (дата смерти неизвестна)

## Умерли
- 8 апреля — Людвиг Гельмбольд[нем.], поэт, автор лютеранских гимнов (род. в 1532).
- 3 мая — Анна Гуарини[итал.], итальянская певица и лютнистка позднего Возрождения (род. в 1563).
- 11 сентября — Кристоф Фишер[нем.] (Vischer), немецкий лютеранский богослов и автор гимнов (род. в 1518).
- Сентябрь — Джованни Баттиста Далла Гостена[итал.], итальянский пресвитер, лютнист, капельмейстер и композитор (год рождения неизвестен)[7].
- Декабрь — Джованни Драгони[итал.], итальянский композитор римской школы позднего Возрождения, ученик Джованни Пьерлуиджи да Палестрина (род. ок. 1540).
- дата неизвестна
  - Адриан Ле Руа[фр.], французский музыкальный издатель, лютнист, мандорист, гитарист, композитор и музыкальный педагог. (род. ок. 1520).
  - Иоганнес Фламингус[нем.], фламандско-немецкий дирижёр и композитор эпохи Возрождения (дата рождения неизвестна).
  - Ринальдо дель Мель[нем.], франко-фламандский певец, дирижёр и композитор Римской школы эпохи Возрождения (род. в 1554).
  - (между 2 июня 1597 и 28 октября 1598) Антон Госсвин[англ.], фламандский композитор (род. ок. 1546).
- предположительно
  - Симон Бар Иона Маделка[англ.], чешский композитор (род. до 1550).
  - Теодора Хинес[англ.], кубинская музыкантка и композитор доминиканского происхождения, считается автором песни Son de la Má Teodora (род. ок. 1530).